# Страйк Гільдії сценаристів Америки (2023)
2 травня 2023 року Гільдія сценаристів Америки (WGA), яка представляє 11 500 сценаристів, оголосила страйк через трудову суперечку з Альянсом продюсерів кіно і телебачення (AMPTP).
Цей страйк є найбільшою перервою в американському кіно- та телевиробництві з часів пандемії COVID-19 у 2020 році, а також найбільшою зупинкою роботи, яку WGA здійснила після страйку 1988 року, що тривав 153 дні. З 14 липня 2023 року він збігається зі страйком SAG-AFTRA в рамках серії ширших Голлівудських трудових спорів.
Після досягнення попередньої угоди у переговорах з керівниками студій 20–24 вересня профспілкове керівництво проголосувало за припинення страйку Гільдії сценаристів 27 вересня 2023 року.

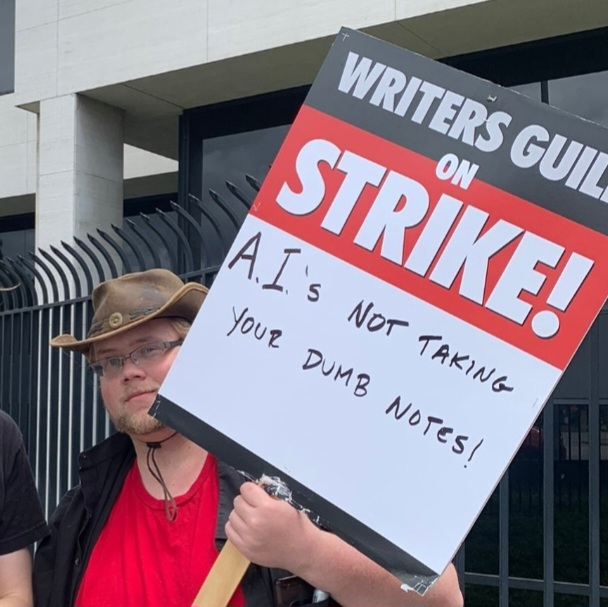
Пікетувальник, який протестує проти заміни письменників породжувальним ШІ